# NGC 929
NGC 929 (również PGC 9334) – galaktyka spiralna (Sa), znajdująca się w gwiazdozbiorze Wieloryba. Odkrył ją Frank Muller w 1886 roku.